# سیارک ۴۷۷۸
سیارک ۴۷۷۸ (به انگلیسی: 4778 Fuss، نامگذاری:1978TV8) چهار هزار و هفتصد و هفتاد و هشتمین سیارک کشف شده‌است که در ۹ اکتبر ۱۹۷۸ کشف شد.
قدر مطلق سیارک برابر ۱۲٫۸۰ است.